# 马来西亚，能
马来西亚，能，是马来西亚第四任首相马哈迪·莫哈末提出的口号，最初是用在体育方面。从那时起，一直被用于马来西亚在其他领域的成就，例如教育，经济和其它个人成就等方面。该口号是在1990年代初开始流行。

## 事件

### 诺希山使用
2020年5月12日，马来西亚卫生总监诺希山在新冠肺炎例常记者会上表示，马来西亚要创造历史，击败新冠肺炎，并且使用了“Malaysia Boleh！（马来西亚，能！）”的口号。

### 讽刺引用
2021年3月17日，马来西亚前首相马哈迪·莫哈末揶揄马来西亚能（Malaysia boleh），在紧急状态下什么都能。他在脸书贴文说：“紧急状态仍然有效，首相可以做任何事情，普通人要10天（意指自我隔离），但部长只需要3天，病毒（2019冠狀病毒病）会认清他们是谁？”。